# St-Jean-Baptiste (Rouvres-en-Plaine)

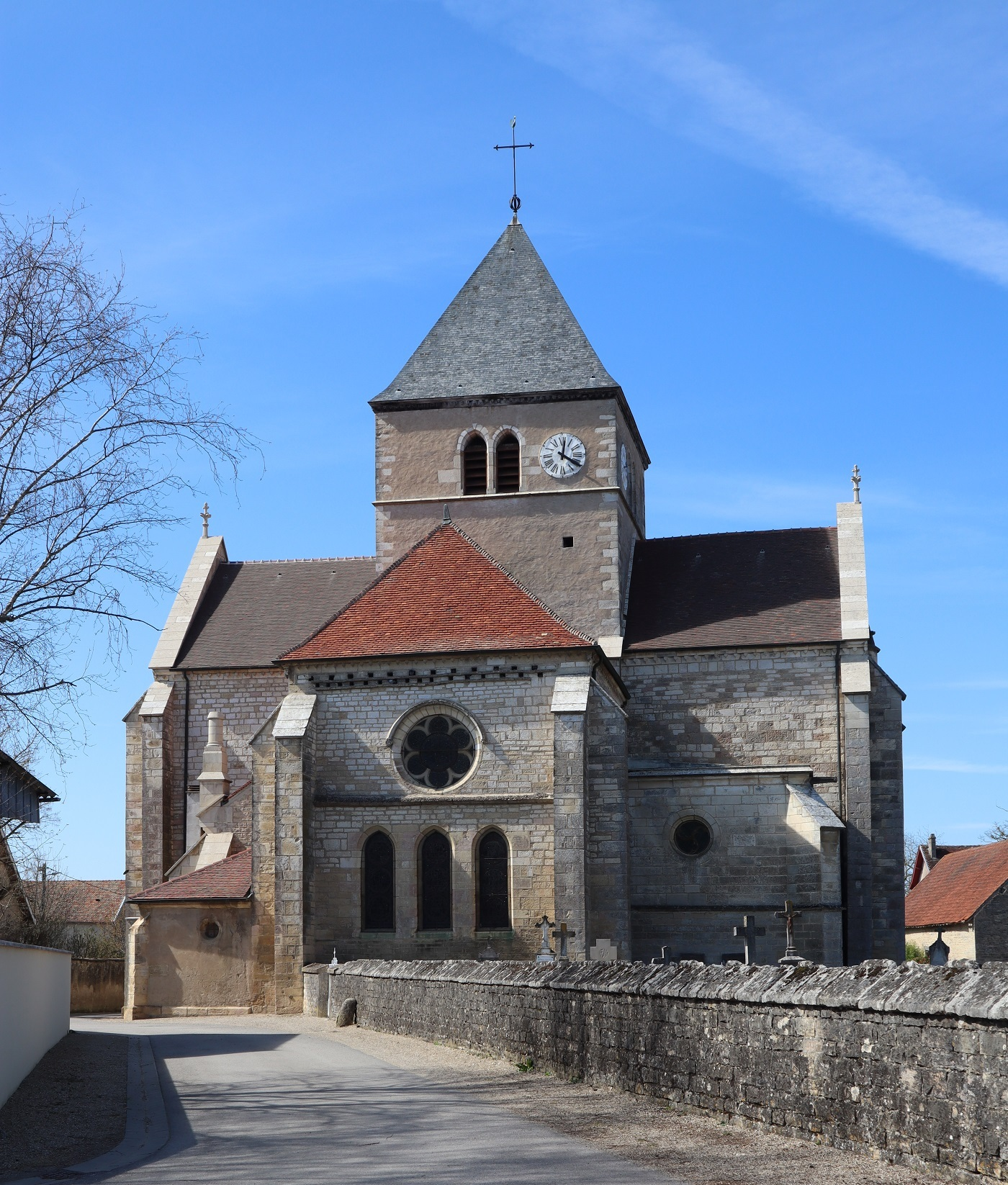
Kirche St-Jean-Baptiste in Rouvres-en-Plaine

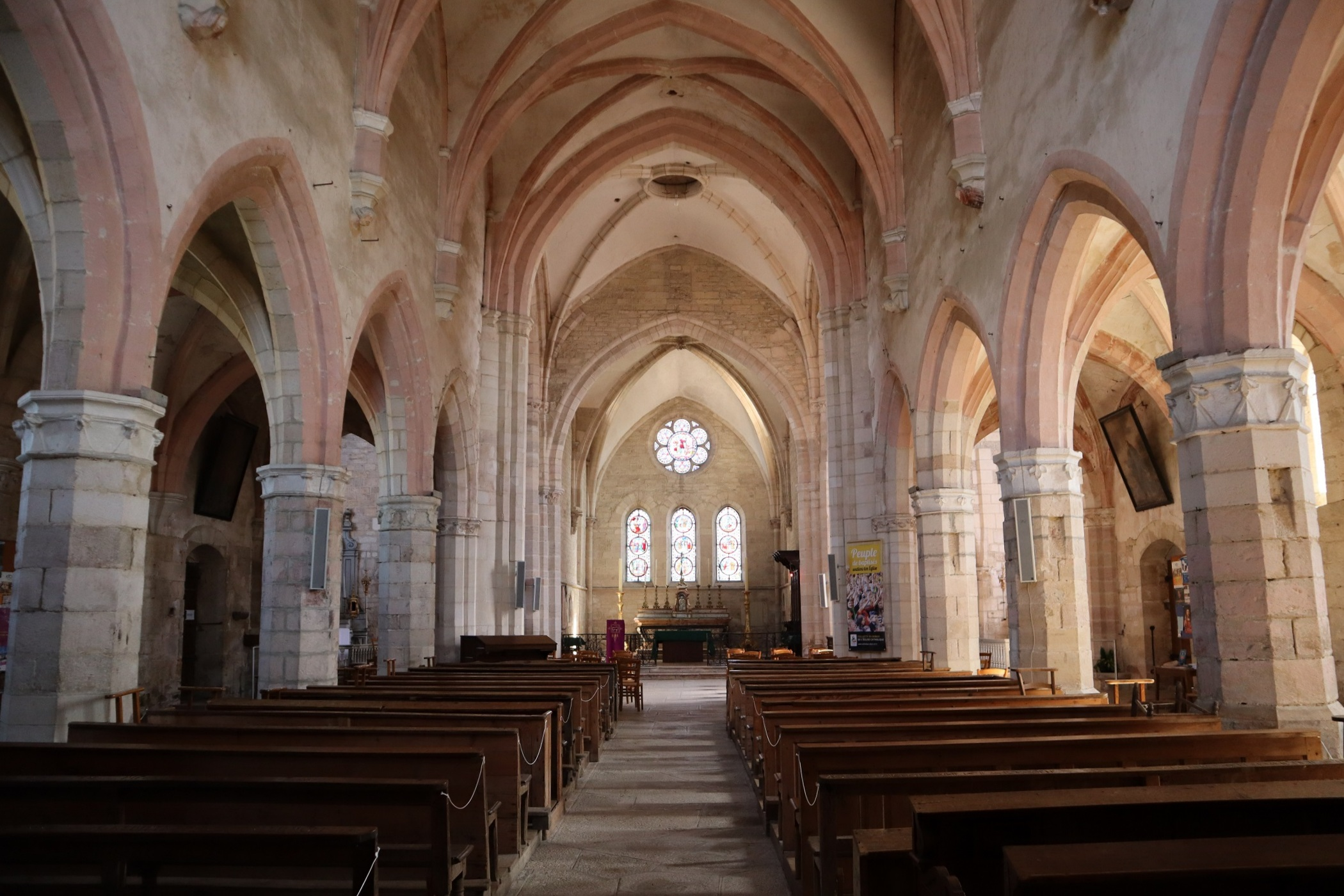
Innenansicht

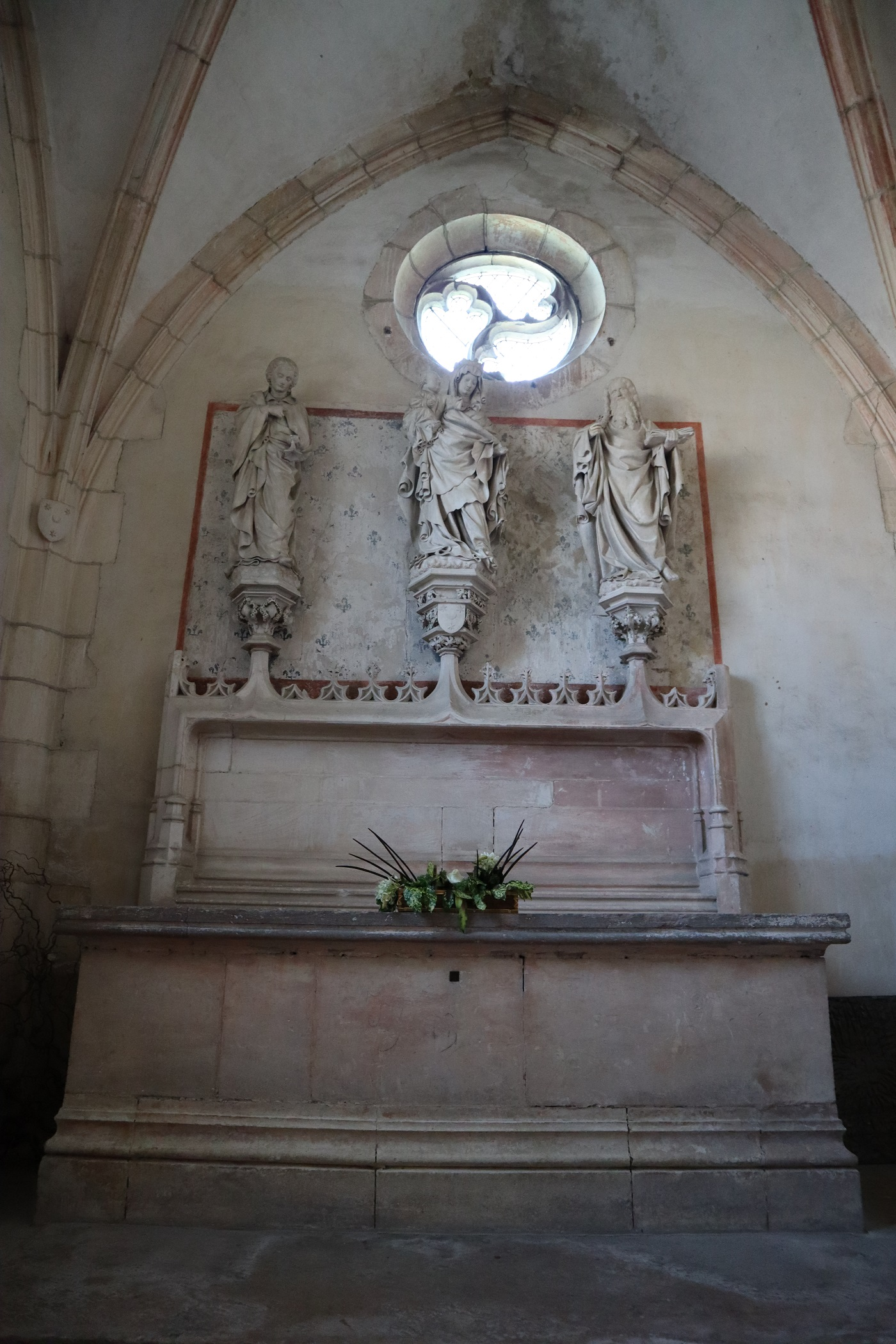
Retabel in der Grabkapelle

Die ehemalige Schlosskirche St-Jean-Baptiste in Rouvres-en-Plaine, einer französischen Gemeinde im Département Côte-d’Or in der Region Bourgogne-Franche-Comté, wurde im 13./14. Jahrhundert errichtet. Im Jahr 1862 wurde die Kirche als Monument historique in die Liste der Baudenkmäler in Frankreich aufgenommen.

## Beschreibung
Der älteste Teil der Kirche ist der Chor, der auf eine Stiftung von Alix de Vergy, der Herzogin von Burgund, zurückgeht. Das heutige Querhaus und das Langhaus folgten im späten 13. und frühen 14. Jahrhundert. Das dreischiffige Langhaus besitzt hohe Arkaden auf oktogonalen Pfeilern mit Kapitell ringen. Das vierteilige Rippengewölbe ruht auf Konsolen. Das Querhaus ist wegen der beiden Fenster an den Stirnseiten wesentlich heller als das Langhaus. 
Der gerade geschlossene Chor besitzt zwei quadratische Seitenkapellen, von denen nur die südliche ihr ursprüngliches Aussehen bewahrt hat. Die nördliche Seitenkapelle wurde von Monot de Machfoing, Burgkommandant von Rouvres und erster Kammerherr des Herzogs von Burgund, kurz vor der Mitte des 15. Jahrhunderts als Grabkapelle neu gestaltet und mit  einem Retabel aus drei hohen Steinskulpturen (Maria, Johannes der Täufer und den Apostel Johannes darstellend) ausgestattet.      

## Ausstattung
Die Johannes dem Täufer geweihte Kirche wurde von Philipp dem Kühnen mit einer reichen Ausstattung versehen.

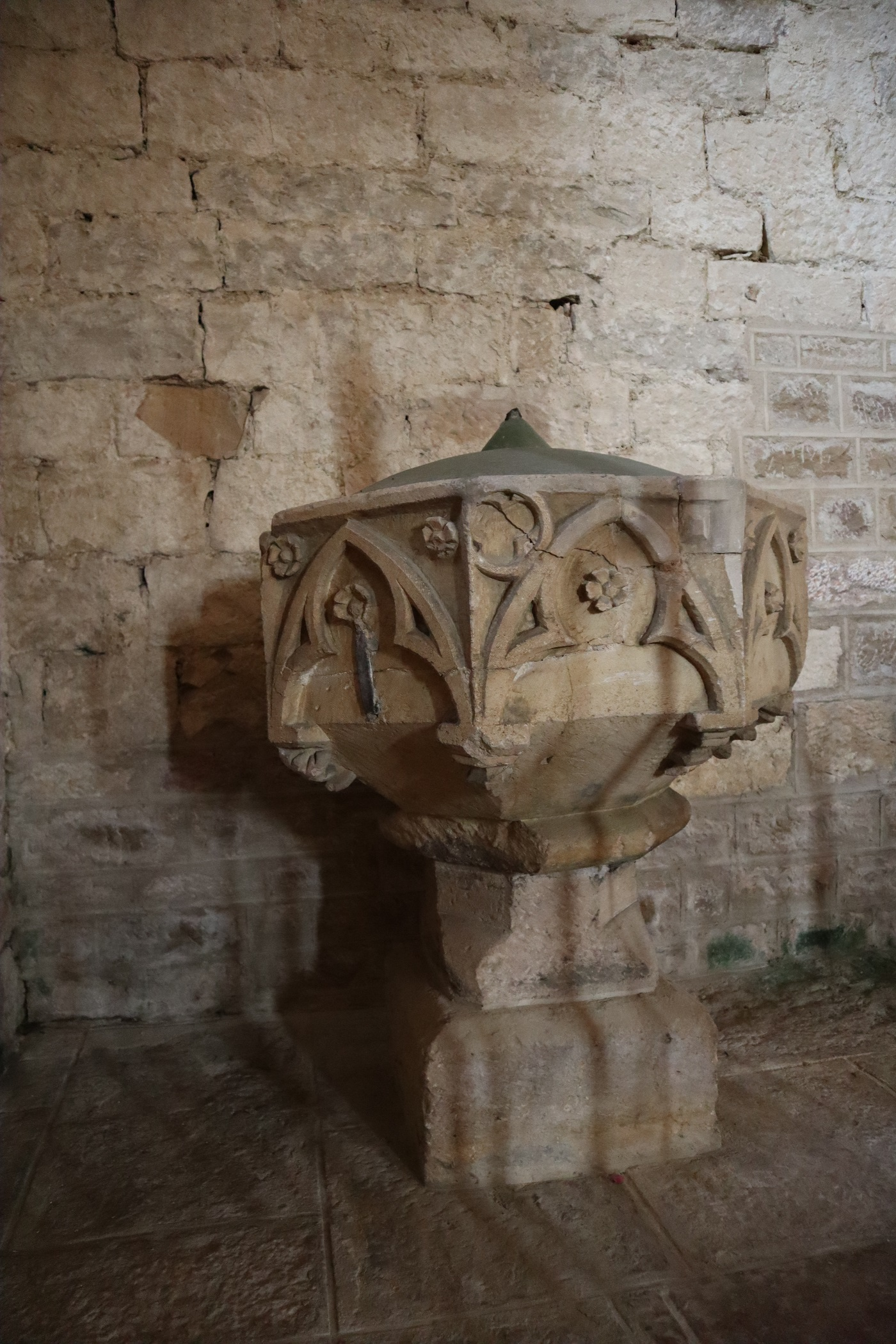
Taufbecken aus dem 15. Jahrhundert

Die wichtigsten Ausstattungsstücke sind:
- Skulptur des Johannes des Täufers aus dem frühen 14. Jahrhundert (Monument historique)
- Figur eines geistlichen Stifters mit Kirchenmodell aus der ersten Hälfte des 15. Jahrhunderts (Monument historique)
- Spätgotisches Taufbecken aus dem 15. Jahrhundert (Monument historique)
- Pietà aus Kalkstein (farbig gefasst) aus dem 15. Jahrhundert (Monument historique)
- Chorgestühl aus dem 16. Jahrhundert (Monument historique)
- Grabplatten aus dem 15./16. Jahrhundert (Monument historique)
- Wandmalereien aus dem ersten Viertel des 16. Jahrhunderts
- Steinskulptur Madonna und Kind sowie weitere Skulpturen
- Anbetung der Könige von Jean Dubois (1625–1694) aus Dijon